# Aloe affinis
Aloe affinis ist eine Pflanzenart der Gattung der Aloen in der Unterfamilie der Affodillgewächse (Asphodeloideae). Das Artepitheton affinis stammt aus dem Lateinischen, bedeutet ‚artverwandt‘ und verweist auf eine angenommene, aber nicht zutreffende Verwandtschaft mit Aloe zebrina.

## Beschreibung

### Vegetative Merkmale
Aloe affinis wächst stammbildend und einfach. Die etwa 20 bogig-aufrechten Laubblätter bilden dichte Rosetten. Die grüne Blattspreite ist dunkel längs liniert. Sie ist 30 bis 45 Zentimeter lang und 9 bis 11 Zentimeter breit. Die hornigen, rötlichbraunen Blattränder stehen hervor. Die stechenden Zähne am Blattrand sind 5 bis 8 Millimeter lang und stehen 10 bis 15 Millimeter voneinander entfernt. Der Blattsaft ist trocken hellgelb.

### Blütenstände und Blüten
Der Blütenstand besteht aus fünf bis zehn Zweigen und erreicht eine Länge von bis zu 100 Zentimeter. Die ziemlich dichten, zylindrisch Trauben sind bis zu 25 Zentimeter lang. Die schmal deltoiden Brakteen weisen eine Länge von 15 Millimeter auf. Die trüb ziegelroten Blüten stehen an 15 Millimeter langen Blütenstielen. Die Blüten sind 45 Millimeter lang und an ihrer Basis gerundet. Auf Höhe des Fruchtknotens weisen die Blüten einen Durchmesser von 9 bis 10 Millimeter auf. Darüber sind sie abrupt auf 5 bis 6 Millimeter verjüngt, dann leicht durchgebogen und schließlich zur Mündung erweitert. Ihre äußeren Perigonblätter sind auf einer Länge von 10 Millimetern nicht miteinander verwachsen. Die Staubblätter und der Griffel ragen bis zu 1 Millimeter aus der Blüte heraus.

## Systematik und Verbreitung
Aloe affinis ist in südafrikanische Provinz Mpumalanga auf felsigen Hängen in Grasland und Bushveld in Höhen von 1200 bis 2000 Metern verbreitet.
Die Erstbeschreibung durch Alwin Berger wurde 1908 veröffentlicht.

## Nachweise